# Tunel Pitve–Zavala
Tunel Pitve–Zavala je jednopruhový tunel spojující severní a jižní stranu ostrova Hvar. Délka tunelu je 1400 metrů. Provoz v tunelu je řízen semaforem. Tunel je pojmenován podle vesnice Pitve na severní a Zavala na jižní straně. Na jižní straně tunelu je možné pokračovat dále do vesnic Gromin Dolac, Ivan Dolac, Jagodna a Sveta Nedjelja.